# شبلو (هير أردبيل)
شبلو (بالفارسية: شبلو) هي قرية تقع في إيران في أردبيل. يقدر عدد سكانها بـ 383 نسمة بحسب إحصاء 2016.